# Blåvingad rapsvivel
Blåvingad rapsvivel (Ceutorhynchus sulcicollis) är en art inom släktet kålvivlar (Ceutorhynchus). De har det typiska utseendet av vivlar, med ett avlångt smalt huvud som kallas snyte. Den anses som en skadegörare enligt jordbruksverket.

## Utseende
Som alla vivlar så har den blåvingade rapsviveln ett långt smalt snyte, den har en klotformad kropp och halskölden och täckvingarna är mörkblå till svartblå. Vuxna individer blir mellan 2 och 3,3 mm långa. Äggen är avlånga och vitglänsande. Larverna varierar i färg och är antingen gulvita eller vita, larverna är fotlösa och har en brun huvudkapsel. Larverna kan bli upp till 5 mm långa. Larver och ägg till blåvingad rapsvivel är svåra att skilja från fyrtandad rapsvivel som lever i samma miljöer som blåvingad rapsvivel.

## Biologi och livscykel
Viveläggen hittas på bladskaften innanför epidermis på oljeväxter och andra korsblommiga växter tidigt på våren. När de har kläckts tar larverna sig ner till stjälken där de äter av växtens märg. Märgen missfärgas av larvernas exkrement. Fullvuxna larver arbetar sig ut ur stjälken och förpuppar sig i jorden. I juli kommer de färdigt förvandlade könsmogna individerna fram för att söka näring. Efter att ha näringssökt en viss tid går vivlarna i sommarvila i barr och lövförna. I september bryts vilan och vivlarna flyger i iväg för att hitta lämpliga övervintringsställen och föda. De övervintrar främst i höstoljefält. Detta innebär att så fort temperaturen stiger blir vivlarna aktiva och kan lägga ägg i oljeväxterna och cykeln börjar på nytt.

## Som skadegörare
Enligt jordbruksverket är blåvingad rapsvivel en skadegörare. Då vivlarna lägger sina ägg och får näring av korsblommiga växter blir oljeväxter som raps- och rybs utsatta för angrepp. Blåvingad rapsvivel går framförallt på höstoljeväxter då de växterna följer vivelns livscykel bra. Viveln beskrivs inte som en allvarlig skadegörare.
Riskerna med att få in blåvingad rapsvivel i ens oljeväxtfält är att dess larver försämrar tillväxten hos oljeväxterna och växterna blir förkrympta. Vid allvarliga angrepp kan vivellarver orsaka att stjälken knäcks. Vuxna individer söker föda på gröna korsblommigaväxter och kan gnaga på våroljeväxter och gröna höstoljeväxter. Dessa angrepps beskrivs inte orsaka någon ekonomisk förlust.

## Bekämpningsåtgärder
Det går att bekämpa blåvingad rapsvivlar på olika sätt. Antingen kan direkt bekämpning med insekticider (som t.ex. pyretroider) eller genom indirekta åtgärder som att se till att plantorna i fält är välmående. Ifall kemisk bekämpnings ska användas bör först en kalkyl göras för att se när bekämpningen är ekonomiskt motiverad.
År 1996 motiverades kemisk bekämpning när vivlarna övergick 50 individer/50 längdmeter. När bekämpningen görs spelar roll. Helst ska bekämpa ske innan äggläggning för att minska antalet individer inför kommande säsong. Då ska bekämpning ske antingen tidigt på våren precis innan äggläggningen eller på hösten när de vuxna individerna är på födojakt i fälten. Det är säkrare att bekämpa på hösten.
Indirekt bekämpning handlar om att hålla grödorna friska så att de ger bra avkastning trots angrepp. Det är viktigt att gödsla växterna med rätt mängd näring när de behöver den. Växtföljd är också viktigt, oljeväxter ska inte odlas för nära inpå varandra i samma fält eftersom patogentrycket blir högt snabbt.